# Karl Ludvig Reichelt
Karl Ludvig Reichelt (chinesisch 艾香德, Pinyin Ài Xiāngdé, W.-G. Ai Hsiang-te, Jyutping Ngaai6 Hoeng1dak1, * 1. September 1877 in Barbu; † 13. März 1952 in Taofong Shan, Hongkong) war ein norwegischer, lutherischer Missionar und Religionsgelehrter in China. Er wurde von 1903 bis 1922 von der Norwegian Missionary Society (NMS) entsandt. 1922 gründete er die Nordic Christian Buddhist Mission mit dem Christlichen Pilgerzentrum Taofong Shan in Hongkong. Bekannt wurde er für seine Arbeit unter Buddhisten und seine Schriften über den Buddhismus.

## Jugend und Ausbildung
Karl Ludvig Reichelt wuchs in einer pietistischen Umgebung in Barbu auf, in der Nähe von Arendal. Sein Vater Carl Ludvig Reichelt war ein Kapitän. Er starb, als Karl Ludvig noch ein Kind war. Seine Mutter Othilie Helene Gundersen, Leiterin eines Waisenheims sorgte dafür, dass der Sohn die Lehrerausbildung an Notodden lærerskole machte. 1895 erhielt er seinen Abschluss und verbrachte dann einige Zeit damit, in Telemark zu unterrichten. In seiner Freizeit wirkte er als Laienprediger. Im Alter von 20 Jahren wechselte er auf die Misjonshøgskolen in Stavanger. Nach sechs Jahren wurde er am 20. März 1903 im Osloer Dom durch Bischof Anton Christian Bang ordiniert.

## Werk
1903 wurde Reichelt von der Norwegian Missionary Society (NMS) nach China entsandt. Im Oktober erreichte er mit seiner Verlobten und späteren Frau, Anna Dorothea Gerhardsen (Heirat 1905) Shanghai, begab sich aber bald nach Hunan. Gerhardsen folgte kurze Zeit später nach. In der Provinzhauptstadt Changsha begannen sie ihre Sprachstudien.
Die erste Zeit arbeitete er als Missionar in Hunan. Nach dem einjährigen Sprachkurs wurde er nach Ningxiang gesandt. 1906 hatte er dort ein Erlebnis, das wegweisend für seine später Arbeit werden sollte. Er besuchte das erste Mal das berühmte buddhistische Kloster Miyin Si in Weishan. Über seine Erfahrung dort schrieb er später, er hätte das erste Mal einen Einblick in eine einzigartige und exklusive Welt tiefer Religiosität, von Mystizismus und herzzerreißender Tragödie und von großem Reichtum erhalten. Als einer der ersten Missionare fühlte er sich berufen zu gezielter Arbeit unter Buddhisten und einen kulturellen Dialog mit Buddhisten und erleuchteten buddhistischen Laien. Zunächst arbeitete er bis 1911 als Pioniermissionar in Hunan and Hubei, dann als Lehrer an der Bibelschule in Shekou (1913–1920).
Er pflegte einen regen Austausch mit Buddhisten und hatte 1919 die Ehre bei der Umbenennung eines Buddhistischen Mönchs zugegen zu sein. Während eines Aufenthalts in Norwegen 1920–1922 erwirkte er die Erlaubnis der NMS, ein christliches Pilgerzentrum für buddhistische und daoistische Mönche einzurichten. Er reiste durch Schweden, Dänemark, Finnland, Deutschland und die Vereinigten Staaten, um Unterstützung für sein Projekt zu erhalten. Dabei erhielt er auch Zusagen, einschließlich einer Zusage der Schwedischen Kirche und der dänischen Missionsgemeinschaft. Eine Committee der drei skandinavischen Länder zur Koordination wurde gegründet, die ein Minimum an Unterstützung sicherstellen sollte, selbst wenn nicht genug Spenden eingehen sollten, und die NMS versprach darüber hinaus, die Gehälter zu zahlen, obwohl Reichelt auf eigene Verantwortung arbeiten würde.
Reichelt und Notto Normann Thelle reisten zurück und gründeten das Zentrum, das sie geplant hatten, vor den Toren Nanjings, den sogenannten Qingfeng shan (chinesisch 清風山, Pinyin Qīngfēng shān, W.-G. Chingfong shan, dt. Berg des Leuchtenden Windes). Bald darauf kamen die ersten wandernden Mönche in das „christliche Kloster“. Zeitweise kamen bis zu 1000 Besucher pro Jahr. Einige wurden Christen und ließen sich taufen.
Durch seine Beschäftigung mit dem Buddhismus und mit Mönchen entwickelte Reichelt neue Ansichten in Bezug auf Missionsstrategien. Seine Ansichten führten zu Kontroversen. Besonderen Anstoß nahmen seine Unterstützer daran, dass er den Buddhismus als Vorbereitung auf das Evangelium (praeparatio evangelica) ansah, sowie seine dialogische Methode und seine positive Einschätzung anderer Religionen. Viele Buddhisten waren verwundert, wie er christliche Ideen mit buddhistisch gefärbten Begriffen ausdrückte. Die NMS fürchtete, dass Reichelts Offenheit dem Buddhismus gegenüber zu weit gingen. Besonders seine Aussage, dass „Lichtfunken und Verbindungspunkte durch Gottes Heiligen Geist in den heiligen Schriften, ihren Ritualen und ihren Denksystemen“ vorhanden seien. Schließlich berief die NMS Reichelt nach Hause zu Konsultationen bezüglich dieser Aussagen und einiger finanzieller Problem. 1925 erfolgte die endgültige Trennung.
1926 gründete Reichelt die Nordiske Kristne Buddhistmisjon (Den nordiske Østasia-misjon, später Areopagus). Er führte seine Arbeit in Nanjing weiter und 1927 wurden 22 Chinesen getauft. Im selben Jahr wurde das Zentrum jedoch bei einem Aufstand zerstört. Reichelt und Thelle mussten aus der Stadt fliehen.
Zwei Jahre lang führten sie ihre Arbeit in Shanghai fort, bis ihnen Reparationszahlungen bewilligt wurden, durch die es möglich wurde, ein Zentrum in den New Territories zu errichten. 1929 errichtete Reichelt den Taofong Shan („Berg des Dao-Windes“) in Sha Tin. Der dänische Architekt Johannes Prip-Mǿller gestaltete das Zentrum nach buddhistischen Kriterien. Seither war dieses Institut der Sitz der Buddhisten-Mission in China.
Von dort aus unternahm Reichelt regelmäßige Reisen zu buddhistischen Klöstern und versuchte mit Buddhisten und Daoisten in Dialog zu kommen. Sein Sohn Gerhart Reichelt, der zum größten Teil in Norwegen aufgewachsen war, wurde zeitweise sein Assistent und Mitarbeiter. Reichelt verließ China aufgrund der kommunistischen Machtergreifung 1947 und nahm 1951 seinen Wohnsitz endgültig in Hongkong. Er starb am Taofong shan am 13. März 1952.

## Schriften
Reichelt schrieb populäre und wissenschaftliche Werke über China und den Buddhismus, veröffentlichte mehrere Traktate und Bücher auf Chinesisch und veröffentlichte über Jahrzehnte hinweg Artikel und Reiseberichte in der hauseigenen Zeitschrift „Daofeng“. Zu seinen Werken gehört Religions of China (1913) und From Convenience Types and shrines in East Asia (drei Bände, 1947–1949).

## Erbe
Reichelt wurde 1939 die Sankt-Olav-Medaille verliehen und 1941 wurde er für seine ausgedehnten Forschungen zum religiösen Leben in Ostasien zum Ehrendoktor der Universität Uppsala ernannt.
Sein Sohn sowie die Söhne von Thelle führten sein Werk fort. Das Zentrum besteht weiterhin mit dem Schwerpunkt auf philosophischen Studien und interreligiösem Dialog. Mit der Ansiedlung des Lutherischen Theologischen Seminars von Hongkong entstand ein wichtiges kirchliches Zentrum für Hongkong.

## Werke
- Kinas religioner. Haandbok i den kinesiske religionshistorie, Stavanger 1913, 2. Aufl. 1922.
- Det rene land. („Tsing tou“). En oversættelse af det merkelige buddhistiske skrift "De vigtigste momenter ved dyrkelsen av "Det rene lands lære" med vedføjede indledningsbemærkninger, København 1928.
- Mot Tibets grænser. Mit Arthur Hertzberg. 1933.
- Fromhetstyper og helligdommer i Øst-Asia, I - III, 1947–49.
  - Engl. Übersetzung: Meditation and Piety in the Far East: a Religious-Psychological Study by Karl Ludvig Reichelt, Sverre Holth, New York: Harper & Brothers 1954.
- Laotse. Gyldendal, 1948. Übersetzung des Daodejing,
  - reissued in 1982: Tao te ching and an introduction by Henry Henne. Gyldendal, 1982. ISBN 82-05-13333-6,
  - reissued in 2001: Tao te ching: utvalgte taoistiske skrifter, edited by Rune Svarverud and Notto R. Thelle; translated from Karl Ludvig Reichelt (Tao te ching) and Rune Svarverud (Zhuangzi). De norske bokklubbene, 2001. ISBN 82-525-4104-6
- Religion in Chinese garments. Tetlie, Joseph (übers.) Cambridge; Clarke 2004. ISBN 0-227-17234-5
- Truth and tradition in Chinese buddhism. A study of Chinese Mahayana buddhism. New York; Paragon Book Repr. Corp. 1968.